# Ben Woollaston
Ben Woollaston (ur. 14 maja 1987 w Leicesterze) – angielski snookerzysta. Plasuje się na 50. miejscu pod względem zdobytych setek w profesjonalnych turniejach, w sierpniu 2025 miał ich łącznie 177.

## Kariera
Ben Woollaston jest profesjonalnym snookerzystą pochodzącym z Leicesteru w Anglii. Karierę rozpoczął w 2003 roku. Po raz pierwszy wystąpił w Main Tourze w sezonie 2004/2005, ale poziom pozostałych zawodników okazał się zbyt wysoki dla początkującego Woollastona.
W 2006 roku z pierwszego miejsca w grupie kwalifikacyjnej wszedł do grupowej fazy finałowej rozgrywek turnieju Grand Prix wygrawszy z takimi snookerzystami jak Dave Harold czy Steve Davis. W fazie finałowej nie zdołał jednak wyjść z grupy (zajął przedostatnie miejsce wśród 6 zawodników) i nie brał udziału w dalszej fazie turnieju.
W 2007 roku, również w turnieju Grand Prix, z drugiego miejsca w grupie kwalifikacyjnej wszedł do grupowej fazy finałowej rozgrywek tegoż turnieju. Jednak i wtedy nie wyszedł z grupy (ostatnie, 6. miejsce), co uniemożliwiło mu dalszą grę.
Najlepszy dotychczas występ tego zawodnika to udział w Welsh Open w 2007 roku; dostał się do głównej (telewizyjnej) fazy tego turnieju. W pierwszej rundzie pokonał Davida Graya w stosunku 5:3, lecz już w drugiej rundzie przegrał 2:5 z siedmiokrotnym mistrzem świata, Stephenem Hendrym.
Podczas European Tour 2014/2015 – Turniej 5 (Lisbon Open), w pojedynku z Joem Steele’em, Ben Woolaston wbił pierwszy break maksymalny w swojej karierze. Za uzyskanie 147 punktów w jednym podejściu otrzymał nagrodę w wysokości 500 funtów.

## Wygrane turnieje

### Amatorskie
- EBSA European Under-19 Championship 2006